# 129186 Joshgrindlay
129186 Joshgrindlay è un asteroide della fascia principale. Scoperto nel 2005, presenta un'orbita caratterizzata da un semiasse maggiore pari a 2,3603766 UA e da un'eccentricità di 0,1139241, inclinata di 7,25318° rispetto all'eclittica.